# Boogie With Stu
"Boogie with Stu" es una canción de la banda británica de rock Led Zeppelin, incluido como la antepenúltima del álbum doble Physical Graffiti, siendo más que una canción de hard rock, una de rock country, mostrando su diversidad como banda, especialmente en el ya mencionado álbum

## Contexto
La pista se encuentra en el segundo disco del álbum, en el lado D y es la antepenúltima pista. La canción forma parte de las que por distintas razones no fueron lanzadas en los álbumes Led Zeppelin III, Led Zeppelin IV Y Houses of the Holy, esta no fue lanzada en el Led Zeppelin IV, el tema se retomó para ser parte del álbum y salió a la luz con algunas modificaciones

## Composición
Este tema salió de una improvisación fue escrita por los 4 miembros de la banda, por Ian Stewart, tecladista de The Rolling Stones (que además tocó el piano en la pista) y también por la señora Valens, madre de Ritchie Valens, ya que la canción se basa en Ooh My Head, canción de Valens
La canción demuestra como el álbum tiene mucha versatilidad, siendo junto con Black Country Woman, una canción de rock acústico y country rock
La pista empieza con la batería de Bonham, que tiene un ritmo muy parecido al de When the Levee Breaks, acompañada de un pandero, donde se introduce la guitarra

## Inspiración
Esta canción, como ya se dijo, se inspira en Ooh My Head de Ritchie Valens. Led Zeppelin no le dio créditos a Valens, sino que se los dio a la madre de este, ya que ellos sabían que varias canciones del músico habían sido escritas en algunas partes o inspiradas por la señora Valens
Poco después fueron demandados y el 50% del dinero fue a la madre de Valens